# Eucalyptus anceps
Eucalyptus anceps là một loài thực vật có hoa trong Họ Đào kim nương. Loài này được (Maiden) Blakely mô tả khoa học đầu tiên năm 1934.